# Прапор Добромиля
Прапор Добромиля — один з офіційних символів міста Добромиля, Самбірського району Львівської області.

## Історія
Символ затвердила XII сесія Добромильської міської ради 1-го (XXI) скликання рішенням від 25 червня 1993 року.
Автори — Андрій Гречило та Іван Сварник.

## Опис
Квадратне полотнище, яке складається з двох горизонтальних смуг —  жовтої та червоної (співвідношення їхніх ширин рівне 1:4), посередині червоної смуги жовта куля, пробита навхрест двома білими мечами з жовтими руків’ями, вістрями додолу.

## Зміст
Прапор побудований на основі символіки герба поселення. Куля з мечами є видозміною родового знака давніх власників Добромиля Гербуртів, яка вживалася як герб міста з XVII ст.
Квадратна форма полотнища відповідає усталеним вимогам для муніципальних прапорів (прапорів міст, селищ і сіл).